# Seznam písní Josefa Zímy
Toto je seznam písní , které nazpíval herec, zpěvák a moderátor, Josef Zíma.  

## Seznam
poz. – píseň (originální název u převzaté skladby)(autor hudby / autor textu písně) – album, rok pořízení nahrávky

## A
- Ach, ta láska májová – Josef Zíma a Marie Hanzelková – (Petr Fink / Jaroslav David Navrátil) – album: Od toho máme volné soboty – Josef Zíma a Marie Hanzelková / Ach, ta láska májová – Josef Zíma a Marie Hanzelková (1983)
- Anděl strachu (Non–Non–Non) – (Jean Géral / Vladimír Valenta) – album: Anděl strachu – Josef Zíma / Ke tvým rtům – Josef Zíma (1969), Sbor Pavla Kühna, Sláva Kunst se svým orchestrem
- Andulička – (Josef Poncar / Václav Zeman) – album: Andulička – Josef Zíma / Chalupa s větrníkem – Eva Pilarová (1982)
- Ať dělám, co dělám – (Antonín Švehla / Karel Kubeš, Václav Čehák) – album: Ať dělám, co dělám – Josef Zíma / Bílý měsíc – Yvetta Simonová (1958), foxtrot
- Až budou trumpety – (h: / t: ) – album: 20 Nej – Josef Zíma (2005)

## B
- Baruška – (František Kovářík / František Kovářík (Ferry) [1]) – album: 20x Josef Zíma – Kdyby ty muziky nebyly (1997), Lidový soubor dechových nástrojů Švitorka řídí Vladimír Adamský, 1967
- Bejvávalo, bejvávalo – směs: Prodám léta, Harmonikář, Dokud nám zdravíčko slouží, O půl čtvrté ráno, Bejvávalo, bejvávalo, Ještě tu poslední – album: Praha v náladě (Písničky z let 1965 – 1985) (1989)
- Bílá vrána – (Hačidai Nakamura / Josef Zíma) – album: Bílá Vrána (Sukiyaki) – Josef Zíma / Loďka z kůry – Josef Zíma a Pavlína Filipovská (1964), Bílá Vrána (Sukiyaki) – Josef Zíma / Něco se musí stát – Sestry Dostálovy (1964), Zpíva Josef Zíma (1988)
- Blues pro tebe – (Jiří Suchý / Jiří Suchý) – album: Blues pro tebe – Josef Zíma – foxtrot / Proč se ptáš – Karel Vlach se svým orchestrem (1958), Pop galerie (2007), foxtrot [2]
- Boleslav – (Karel Mareš / Jan Schneider) – album: Šup, bábi, do postele – Marie Kopecká / Boleslav – Josef Zíma (1966), beat–foxtrot
- Boogie pro Jarmilku – (Alfons Jindra / Eduard Krečmar) – album: Boogie pro Jarmilku – Josef Zíma, Černá ukolébavka – Vlasta Průchová / La Luna – Jarmila Veselá, Dálko daleká – Josef Zíma
- Brigita – Josef Zíma a Jaromír Mayer – (Josef Dvořák, arr. Kamil Hála / Václav Babula) – album: Fantastická bouda – Milan Drobný / Brigita – Josef Zíma a Jaromír Mayer (1966)
- Brýlatá princezna – (Jaromír Vomáčka / Božena Mikyšková) – album: Brýlatá princezna – Josef Zíma / Až se k tobě jednoho dne vrátím – Milan Chladil (1966), Pop galerie (2007)
- Byl jednou jeden král – (Miroslav Habr / Jaromír Hořec) – album: Párkařka – Eva Pilarová / Byl jednou jeden král – Josef Zíma (1961), foxtrot

## C
- Cesta domů – (Leopold Korbař / Tony Hořínek) – album: Pop galerie (2007)
- Cestička k Mayerovce – Ostravanka a Josef Zíma a Jana Petrů – (lidová / lidová) – album: Hornické písničky – Ostravanka (1967)
- Cikánka
- Co se vleče – (h: / t: ) – album: 20 Nej – Josef Zíma (2005)
- Černý cikán – album: Praha v náladě (Písničky z let 1965 – 1985) (1989)
- Čtyři slečny – (Jaromír Vomáčka / K. M. Walló) – album: Gladioly – Miloslav Bureš / Čtyři slečny – Josef Zíma (1965), foxtrot

## D
- Dálko daleká – (R. A. Dvorský / Vladimír Dvořák) – album: Boogie pro Jarmilku – Josef Zíma • Černá ukolébavka – Vlasta Průchová / La Luna – Jarmila Veselá • Dálko daleká – Josef Zíma (1962), beguine
- Dáme si do bytu
- Dědeček Vojta Král – Josef Zíma a Inkognito kvartet – (Anošt Mošna, Jarka Mottl / Ladislav Jacura) – album: Na Vlachovce – Josef Zíma, Inkognito kvartet / Dědeček Vojta Král – Josef Zíma, Inkognito kvartet (1967), lidový valčík
- Děti slunce (Children Of The Sun) – Jana Petrů a Josef Zíma – (Paul W. Gregory / Jiří Aplt) – album: Děti slunce (Children Of The Sun) – Jana Petrů a Josef Zíma / Červená řeka (Red River Valley) – Helena Vondráčková (1964)
- Děvče černooký – (Josef Ulrich / Bohuslav Nádvorník) – album: Děvče černooký – Josef Zíma, Když den se loučí – Josef Zíma / První láska – Josef Zíma a Standa Procházka, Kvítek lásky – Josef Zíma a Standa Procházka (1972), polka
- Dobrou noc – (Jiří Traxler / Karel Kozel) – album: Pop galerie (2007)
- Do vlasů (Medic Theme /Blue Star/) – (Victor Young, Edward Heyman / Josef Zíma) – album: Do vlasů (Blue Star) – Josef Zíma, sbor Lubomíra Pánka / Srdce tvé – Karel Gott (1964), Pop galerie (2007)
- Dva bílé koně
- Dvě Ludmily a Sbor Sbor Pavla Kühna – (Milan Baginský, Bohumil Lepič / Zbyněk Vavřín) – album: Zpíva Josef Zíma (1988)
- Dva modré balónky – (Bedřich Nikodém / Jaromír Hořec) – album: Kdopak ví jak – Vlasta Průchová a Setleři / Dva modré balónky – Josef Zíma (1958), Zpíva Josef Zíma (1988), medium–foxtrot
- Dva prstýnky – (Vladimír Dohnal / Vladimír Dohnal) – album: Desatero lučních květů – Jarmila Veselá / Dva prstýnky – Josef Zíma (1960), slowfox
- Dvě sombrera – (Herbert Ward / Jiřina Fikejzová) – album: Zelené pláně – Josef Zíma / Dvě sombrera – Josef Zíma (1964)

## F
- Femina, Feminae – Jiřina Bohdalová a Josef Zíma a Karel Hála, Sbor Lubomíra Pánka – (Jiří Malásek, Jiří Bažant, Vlastimil Hála / Vratislav Blažek) – album: Femina, Feminae – Jiřina Bohdalová, Josef Zíma, Karel Hála, Sbor Lubomíra Pánka / Marie – Sbor Lubomíra Pánka (1966), z filmu Dáma na kolejích

## G
- Gina – (Josef Zíma / Josef Zíma) – album: Gina – Josef Zíma / Říká mi Pavlíno – Pavlína Filipovská (1964), Pop galerie (2007), foxtrot [3]

## H
- Havířova růže – Ostravanka a Josef Zíma a Jana Petrů – (Josef Černý / Jenda Korda, Vašek Zeman) – album: Hornické písničky – Ostravanka (1967)
- Hm, hm – (Leopold Korbař / Jaroslav Moravec) – album: Té, kterou mám rád (1975), Zpíva Josef Zíma (1988), Pop galerie (2007) [4]
- Hledám lásku – (Jaroslav V. Dudek / Jan Jivín) – album: Pop galerie (2007)
- Holka modrooká – (Jaroslav Dřevikovský / Ronald Kraus, Jaroslav Štrudl) – album: Postavím si horu (I'm Gonna Build the Mountain) – Milan Chladil / Holka modrooká – Josef Zíma (1965), foxtrot
- Hornický koník – (Bedřich Beneš / Zikmund Skyba) – album: Hornické písničky – Ostravanka (1967)
- Hřebínek – (Bedřich Nikodem / Jan Schneider) – album: Co s načatým večerem – Yvetta Simonová / Hřebínek – Josef Zíma (1965), Pop galerie (2007), pomalý foxtrot
- Hříšní lidé – (h: / t: ) – album: 20 Nej – Josef Zíma (2005)

## Ch
- Chvíle – (Josef Pech / Ronald Kraus) – album: Ptačí nářečí (Oh, Lonesome Me) – Karel Gott / Chvíle – Josef Zíma (1965), Pop galerie (2007), foxtrot
- Chci psát na kolenou – (Tomislav Vašíček / Eduard Krečmar) – album: Chci psát na kolenou – Josef Zíma / Dej mi víc své lásky – Olympic (1965), Pop galerie (2007), pomalý foxtrot

## J
- Jak se máš, Maruško? – (Jaromír Vomáčka / Zdeněk Borovec) – album: Jak se máš, Maruško? / Proč se neusmíváš?, Skupina Josefa Zímy (Karel Duba, Jiří Malásek, Zdeněk Procházka, František Živný, Karel Turnovský) (1963), foxtrot [5]
- Jak slyším muziku – (Karel Valdauf / Bohuslav Nádvorník) – album: 20x Josef Zíma – Kdyby ty muziky nebyly (1997), Malá dechová hudba Valdaufinka
- Jana – (František Kůda / Tomáš Skoblík) – album: ''Jana – Josef Zíma, Když muzika začne hrát – Josef Zíma / Marjánko, Marjánko, zůstaň – Josef Zíma, Nedočkavá – Josef Zíma (1970), 20x Josef Zíma – Kdyby ty muziky nebyly (1997), Malá dechová hudba Česká muzika řídí Josef Charvát, polka
- Jásavá (Mělnická)– (Ferdinand Petr; Adolf Langer) – album: Praha si zpívá (Písničky z let 1955–1965) (1987)
- Já miloval – směs valčíků: Vstávej moje nejmilejší, Neříkej, že mě máš rád, Kdo jednou miloval, Já miloval – album: Praha v náladě (Písničky z let 1965 – 1985) (1989)
- Je to páni k zadumání – (Zdeněk Krotil / Jiřina Fikejzová) – album: Prima den – Yvetta Simonová a Milan Chladil / Je to páni k zadumání – Josef Zíma (1965), foxtrot polka

## K
- Kamila – (Jaroslav Marek / Miloslav Procházka) – album: 20x Josef Zíma – Kdyby ty muziky nebyly (1997), Dechová hudba Supraphon řídí Jindřich Bauer 1975,
- Ke tvým rtům (In My Room) – (Joaquín Prieto / Paul Vance, Lee Pockriss) – album: Anděl strachu – Josef Zíma / Ke tvým rtům – Josef Zíma (1969), SP, Sbor Pavla Kühna, v origánali: (Alone) In My Room – Verdelle Smith[6][7]
- Kde jsi mé mládí – (Jaromír Vejvoda / Vašek Zeman) – album: Škoda lásky – Jindra Střítezská, Věra Příkazská, Marie Sikulová / Kde jsi mé mládí – Josef Zíma (1968), Zpíva Josef Zíma (1988), 20x Josef Zíma – Kdyby ty muziky nebyly (1997), valčíková píseň [8]
- Kdo to je – (Bedřich Nikodém / Karel Kozel) – album: Kdo to je – Josef Zíma / Naše láska – Milan Chladil (1958), foxtrot
- Kdyby ty muziky nebyly – (Jaromír Vejvoda, arr. Josef Sládek / Vašek Zeman) – album: 20x Josef Zíma – Kdyby ty muziky nebyly (1997), Dechová hudba Supraphon řídí Jindřich Bauer, 1986,
- Když máš někoho rád – (Jiří Vinařický / Zdeněk Borovec) – album: Když máš někoho rád – Josef Zíma / Zlatá duha (The End) – Milan Chladil (1960), slowfox
- Když Mugraueři hráli valčík – směs: Bylo to jedenkrát v neděli / Sedlák na louce seče / Slunéčko zapadá za ty hory / Teče potůček bublavý / Nezlobte se rodičové / V krásné zelené Šumavě – album: Praha si zpívá (Písničky z let 1955–1965) (1987)
- Když Mugraueři hráli do pochodu – směs: Háječku tichý / Bělounké děvčátko / Mugrauerovi koně / Křenovský mládenci / Já už to políčko Nedoorám / Co nám jarní vody přinesou  – album: Praha si zpívá (Písničky z let 1955–1965) (1987)
- Když muzika začne hrát – (Karel Hašler / Karel Hašler) – album: ''Jana – Josef Zíma, Když muzika začne hrát – Josef Zíma / Marjánko, Marjánko, zůstaň – Josef Zíma, Nedočkavá – Josef Zíma (1970), 20x Josef Zíma – Kdyby ty muziky nebyly (1997), Malá dechová hudba Česká muzika řídí Josef Charvát, valčík
- Když den se loučí – (Josef Ulrich / Svatopluk Radešínský) – album: Děvče černooký – Josef Zíma, Když den se loučí – Josef Zíma / První láska – Josef Zíma a Standa Procházka, Kvítek lásky – Josef Zíma a Standa Procházka (1972), valčík
- Když jsem já šel k městu Brnu – (h: / t: ) – album: 20 Nej – Josef Zíma (2005)
- Když jsem já šel tou Putimskou branou – (h: / t: ) – album: 20 Nej – Josef Zíma (2005)
- Když jsem se rozšoup – (Karel Hašler, arr. Bohumil Lepič / Karel Hašler) – album: 20x Josef Zíma – Kdyby ty muziky nebyly (1997),
- Knovízská – (h: / t: ) – album: Knovízská – Josef Zíma / Kamarádi, dolů sfárejme – Ostravanka (1988), Knovíz u Slaného, 900 let, 1088–1988
- Korále – (Bedřich Nikodem / Jiří Suchý) – album: Korále – Josef Zíma / Tam na modrém pobřeží  – Jiří Popper (1962), foxtrot
- Korálky z jeřabin – (Alfons Jindra / Jiřina Fikejzová) – album: Dáme si do bytu – Milan Chladil a Yvetta Simonová / Korálky z jeřabin – Josef Zíma (1960), slowfox
- Kvítek lásky – Josef Zíma a Standa Procházka – (Josef Ulrich / Josef Ulrich) – album: Děvče černooký – Josef Zíma, Když den se loučí – Josef Zíma / První láska – Josef Zíma a Standa Procházka, Kvítek lásky – Josef Zíma a Standa Procházka (1972), valčíková píseň
- Kytička fialek – (Arnošt Kavka / Miroslav Zikán) – album: Nej, Nej, Nej... – Josef Zíma, Pavlína Filipovská, Sbor Lubomíra Pánka, Kytička fialek – Josef Zíma / Snění, to pro mne není – Milan Chladil, Slib, že sejdem' se – Judita Čeřovská (1963), Zpíva Josef Zíma (1988), pomalý rock

## L
- Láska a sen – (Václav Trojan / František Hrubín) – album: ''Láska a sen – Josef Zíma / Buona Sera – Milan Chladil (1958), slow–foxtrot, píseň ze hry Srpnová neděle
- Láska v máji – směs: Láska v máji / Zvoneček / Tichá noc / Černooká / Anička – album: Praha si zpívá (Písničky z let 1955–1965) (1987)
- Letí šíp – Josef Zíma  a Inkognito kvartet – (Ríša Jurist / Ríša Jurist) – album: Trampské písně : Letí Šíp – Josef Zíma a Inkognito Kvarteto • Tvá ústa malá – Petr Altman a Inkognito Kvarteto / Je na západ cesta dlouhá – Settleři • Až ztichnou bílé skály – Eva Olmerová a Settleři (1969), Zpíva Josef Zíma (1988), Pop galerie (2007) [9]
- Letí včelička – (Alois Tichý / Ladislav Jacura) – album: Naše muzika – Josef Zíma / Letí včelička – Josef Zíma (1983)
- Lipenecká polka – album: Praha v náladě (Písničky z let 1965 – 1985) (1989)
- Loďka z kůry – Josef Zíma a Pavlína Filipovská – (Bedřich Nikodem / Jiří Štaidl) – album: Bílá Vrána (Sukiyaki) – Josef Zíma / Loďka z kůry – Josef Zíma a Pavlína Filipovská (1964), Zpíva Josef Zíma (1988)

## M
- Malá písnička – (Karel Vacek / Karel Vacek) – album: 20x Josef Zíma – Kdyby ty muziky nebyly (1997), Dechová hudba Supraphon řídí Jindřich Bauer, 1970
- Mandlové oči – Jana Petrů a Josef Zíma a sbor Lubomíra Pánka – (Zdeněk Marat / Miroslav Zikán) – album: Já a můj syn – Marta Kubišová / Mandlové oči – Jana Petrů, Josef Zíma, sbor Lubomíra Pánka (1966)
- Marjánko, Marjánko, zůstaň – (František Hvížďálek / František Hvížďálek) – album: ''Jana – Josef Zíma, Když muzika začne hrát – Josef Zíma / Marjánko, Marjánko, zůstaň – Josef Zíma, Nedočkavá – Josef Zíma (1970), Malá dechová hudba Česká muzika řídí Josef Charvát, valčík
- Marjánko, nebuď tak upejpavá – (Václav Vlásek, arr. Josef Krákora / Václav Vlásek) – album: 20x Josef Zíma – Kdyby ty muziky nebyly (1997), Dechová hudba Tulačka Josefa Krákory, 1986
- Mercie satan
- Milenci v texaskách – Josef Zíma a Karel Štědrý, Sbor Lubomíra Pánka – (Jiří Bažant, Jiří Malásek, Vlastimil Hála / Vratislav Blažek) – album: Ten příběh, který uvidíte – Josef Zíma a Karel Štědrý • Chmel je naše zlato – Sbor Lubomíra Pánka • Dialog – Vladimír Pucholt a Ivana Pavlová / Do gala – Sbor Lubomíra Pánka • Milenci v texaskách – Josef Zíma, Karel Štědrý (1965), z filmu Starci na chmelu
- Mně zastesklo se – (Leopold Korbař / Jiřina Fikejzová) – album: Pop galerie (2007)

## N
- Náš táborák – (Bedřich Nikodem / František Navara) – album: Osado, na shledanou – Jiří Vašíček, Karel Vlach se svým orchestrem / Náš táborák – Josef Zíma (1964), pomalý rock z filmu Lucie
- Naše muzika – (J. Vítek / Svatopluk Radešinský) – album: Naše muzika – Josef Zíma / Letí včelička – Josef Zíma (1983)
- Na tý louce zelený – (lidová, arr. Vlastimil Hanuš / lidová) – album: 20x Josef Zíma – Kdyby ty muziky nebyly (1997), Sbor Pavla Kühna, Studiový dechový orchestr řídí Zdeněk Janda, 1980
- Na Vlachovce – Josef Zíma a Inkognito kvartet – (Anošt Mošna / Jan Korda) – album: Na Vlachovce – Josef Zíma, Inkognito kvartet / Dědeček Vojta Král – Josef Zíma, Inkognito kvartet (1967), polka
- Nedělní vláček – (Bedřich Nikodem / Jaromír Hořec) – album: Blues pro malého chlapce – Vlasta Průchová / Nedělní vláček – Josef Zíma (1959) [10], Blues pro malého chlapce – Vlasta Průchová • Noční město – Jiří Vašíček / Nedělní vláček – Josef Zíma • Písnička do kapsy – Vlasta Průchová a Milan Chladil (1959) [11], fox–medium
- Nedočkavá – (Rudolf Myška / Svatopluk Radešínský) – album: ''Jana – Josef Zíma, Když muzika začne hrát – Josef Zíma / Marjánko, Marjánko, zůstaň – Josef Zíma, Nedočkavá – Josef Zíma (1970), Malá dechová hudba Česká muzika řídí Josef Charvát, polka
- Nej, nej, nej... – Josef Zíma a Pavlína Filipovská, Sbor Lubomíra Pánka – (Zdeněk Marat / Jindřich Zpěvák, Miroslav Zikán) – album: Nej, Nej, Nej... – Josef Zíma, Pavlína Filipovská, Sbor Lubomíra Pánka, Kytička fialek – Josef Zíma / Snění, to pro mne není – Milan Chladil, Slib, že sejdem' se – Judita Čeřovská (1963), Holden Hair Anabella (Zlatovlasá Anabella) – Yvetta Simonová, Jaromír Vomáčka, Too Small Tent (Mám malý stan) – Waldemar Matuška, Karel Štědrý / Young Lovers´Time (Nej, nej, nej) – Pavlína Filipovská, Josef Zíma, Like Butterfly (Motýl) – Jiří Jelínek, Jana Malknechtová (1964), Pop galerie (2007), twist
- Nejkrásnější cesta – (Alfons Jindra / Karel Kozel) –  album: Řekněte sám – Eva Martinová, Josef Zíma / Nejkrásnější cesta – Josef Zíma (1960), slowfox
- Nejsem samotář – (P. Šimek / Karel Ptáčník) –  album: Pepe – Yvetta Simonová, Mládí – Brigita Roseová / Elvíra – Darek Vostřel, Jiří Šašek, Nejsem samotář – Josef Zíma (1962), blues
- Neptej se na lásku – (Alois Wolf / Slávek Ostrezí) –  album: Proč jsi říkal na shledanou – Jarmila Veselá / Neptej se na lásku – Josef Zíma (1960), foxtrot
- Nesmíš se růží bát – (Josef Zíma / Josef Zíma) – album: Pop galerie (2007) [12]

## O
- Odpusť mi, lásko má (Amore scusami) – (Gino Mescoli / Jiřina Fikejzová) – album: Sweet Rosalie – Josef Zíma / Odpusť mi, lásko má (Amore scusami) – Josef Zíma (1966), Pop galerie (2007), pomalý rock
- Od toho máme volné soboty – Josef Zíma a Marie Hanzelková – (Petr Fink / Ladislav Jacura) – album: Od toho máme volné soboty – Josef Zíma a Marie Hanzelková / Ach, ta láska májová – Josef Zíma a Marie Hanzelková (1983), Praha v náladě (Písničky z let 1965 – 1985) (1989)
- O mamince – (Dalibor Brasler / Vladimír Rohlena) – album: Ada mia – Zbyšek Pantůček / O mamince – Josef Zíma (1965) [13], Zpíva Josef Zíma (1988), Pop galerie (2007)
- Orinoko – (Alfons Jindra / Karel Kubeš) –  album: Mexicanola – Sláva Kunst se svým orchestrem / Orinoko – Josef Zíma a Věra Benešová, tango
- Ostýchavý – (Alexej Fried / Jiří Kafka) – album: Pop galerie (2007)

## P
- Panenko modrooká – (Karel Vacek / Karel Vacek) – album: Zpíva Josef Zíma (1988), 20x Josef Zíma – Kdyby ty muziky nebyly (1997), Dechová hudba Supraphon řídí Jindřich Bauer 1970
- Páni muzikanti – (h: / t: ) – album: 20 Nej – Josef Zíma (2005)
- Papírová bruneta – (Irving Berlin / Jiří Brdečka) – album: Sedmkrát v týdnu – Milan Chladil / Papírová bruneta – Josef Zíma (1958), foxtrot
- Písnička z mládí – (h: / t: ) – album: 20 Nej – Josef Zíma (2005)
- Pepík – (Petr Hapka / Petr Rada) – album: Pop galerie (2007)
- Pepíku – (Zdeněk Procházka / František Zacharník) – album: Založil jsem plnovous – Jaromír Hnilička / Pepíku – Josef Zíma (1964)
- Pepíkovi – (Václav Šilhan / Svatopluk Radešínský) – album: Pepíkovi – Josef Zíma / Říkala mi Pepíku – Josef Zíma (1984)
- Píseň o tvých vlasech – (Milan Vlček / Jindřich Zpěvák) – album: Píseň o tvých vlasech – Josef Zíma / Zlá noc – Milan Chladil (1958), medium–foxtrot
- Pod jednou střechou – Josef Zíma a Zorka Kohoutová – (Karel Valdauf / Ladislav Jacura) – album: Zpíva Josef Zíma (1988)
- Podzimní valčík – (František Hvížďálek / František Hvížďálek) – album: Podzimní valčík (Léto se ku konci chýlí) – Josef Zíma / Už se hnuly ledy – Josef Zíma (1969)
- Pojď, holka, křídlovka zpívá – (Jaroslav Jankovec / František Voborský) – album: 20x Josef Zíma – Kdyby ty muziky nebyly (1997), Sbor Lubomíra Pánka, Sláva Kunst se svým orchestrem, 1983
- Po láskyplný čas –  Josef Zíma a Jaroslava Adamová – (Vlastimil Hála / Miroslav Horníček) – album: Napoleon – Jan Werich • Benvenuto Borghese – Jaroslava Adamová a Oldřich Dědek / La Botiglia – Jan Werich • Po láskyplný čas – Jaroslava Adamová a Josef Zíma (1968), Pop galerie (2007), Písničky ze hry Husaři
- Polka pro dobré lidi – album: Praha v náladě (Písničky z let 1965 – 1985) (1989)
- Poslední korunu mám – (Karel Vacek / Karel Vacek) – album: Poslední korunu mám – Josef Zíma / Před Vejtoňskou hospodou – Josef Zíma (1968), Dechová hudba Česká muzika řídí Josef Charvát, valčíková píseň
- Praha si zpívá polku – směs: Zajíček / Smutná Milenka / Vlašťovička / V Máji / Miluška / Svobodná / Lidunka / Vesnice Spí – album: Praha si zpívá (Písničky z let 1955–1965) (1987)
- Praha si zpívá valčík – směs: Jiřinky / Do lesíčka na čekanou / Už troubějí / Na stráni – album: Praha si zpívá (Písničky z let 1955–1965) (1987)
- Pramen (Cool Water) – (Dimitri Tiomkin / Zdeněk Borovec) – album: Supi – Waldemar Matuška / Pramen – Josef Zíma, sbor Lubomíra Pánka (1966), pomalý foxtrot
- Pražské hospody – (h: / t: ) – album: 20 Nej – Josef Zíma (2005)
- Pražský den – (Jan Frank Fischer / Miloslav Zachata) – album: Vrátíš se, vrátíš – Richard Adam / Pražský den – Josef Zíma (196?)
- Pro Aničku – (Ladislav Kubeš / Ladislav Jacura), arr. Jaroslav Čermák – album: 20x Josef Zíma – Kdyby ty muziky nebyly (1997), Dechová hudba Antonína Votavy, 1979
- Proč a nač – Jana Petrů a Josef Zíma – (Jaromír Vomáčka / Miroslav Zikán) –  album: Má daleká cesto – Karel Gott a Vokální kvarteto Tomislava Vašíčka / Proč a nač – Jana Petrů a Josef Zíma (1964), Pop galerie (2007), foxtrot
- Proč asi? – (Jaromír Vomáčka / Zdeněk Borovec) –  album: Proč asi? – Josef Zíma / Když se můj milý na mne zlobí – Milan Chladil a Yvetta Simonová (1961), foxtrot
- Proč mě vaši nechtěli – (Vlastimil Hanuš / Svatopluk Radešínský) – album: Zpíva Josef Zíma (1988)
- Proč se neusmíváš? – (Josef Zíma / Josef Zíma) – album: Jak se máš, Maruško? / Proč se neusmíváš? , Skupina Josefa Zímy (Karel Duba, Jiří Malásek, Zdeněk Procházka, František Živný, Karel Turnovský) (1963), twist [14]
- Protivínský zámek – (h: / t: ) – album: 20 Nej – Josef Zíma (2005)
- Pro tvou krásu, Praho – (Otakar Pihrt, ,Tomáš Žižlavský / Tomáš Žižlavský) – album: Tak pojď s námi – Josef Zíma / Pro tvou krásu, Praho – Josef Zíma (1985)
- Proveďte mě po Praze – (Matvěj Blanter / Jaroslav Dietl) – album: Balada o Paříži – Jaroslav Čmehil / Proveďte mě po Praze – Josef Zíma (1959), valčík
- Prstýnek (z filmu Princezna se zlatou hvězdou)
- První láska – Josef Zíma a Standa Procházka – (Josef Ulrich / Svatopluk Radešínský) – album: Děvče černooký – Josef Zíma, Když den se loučí – Josef Zíma / První láska – Josef Zíma a Standa Procházka, Kvítek lásky – Josef Zíma a Standa Procházka (1972), polka
- Před Vejtoňskou hospodou – (Karel Hašler, upr. Josef Charvát / Karel Hašler) – album: Poslední korunu mám – Josef Zíma / Před Vejtoňskou hospodou – Josef Zíma (1968), 20x Josef Zíma – Kdyby ty muziky nebyly (1997), Dechová hudba Česká muzika řídí Josef Charvát, Staropražská polka
- Přes dvě vesnice – (Josef Poncar / Vašek Zeman) – album: Přes dvě vesnice – Josef Poncar (1972), Zpíva Josef Zíma (1988), 20x Josef Zíma – Kdyby ty muziky nebyly (1997)
- Ptám se tě, ptám – (Antonín Švehla / Zbyšek Malý) – Po starých zámeckých schodech – Waldemar Matuška / Ptám se tě, ptám – Josef Zíma (1965)
- Pyšný tulipán – (Zdeněk Marat / Judita Verná) –  album: Píseň o mlze – Jiřina Petrovická / Pyšný tulipán – Josef Zíma (1957), Zpíva Josef Zíma (1988)

## R
- Ranní vzkaz – (Jan Rimon / Jiří Štrébl) – album: Tak už se nemrač – Milan Martin / Ranní vzkaz  – Josef Zíma (1960), slowfox
- Rose? Marie? – (Bohuslav Ondráček / Jan Schneider) – album: Rose? Marie? – Josef Zíma / Stříbrné jezero – Josef Zíma (1966), beat
- Růženka – (Václav Bláha, arr. Sláva Kunst / Václav Bláha) – album: 20x Josef Zíma – Kdyby ty muziky nebyly (1997), Sláva Kunst se svým orchestrem, 1983
- Rybáři, rybáři – album: Praha v náladě (Písničky z let 1965 – 1985) (1989)
- Řekněte sám – Eva Martinová a Josef Zíma – (Karel Mareš / Zdeněk Borovec) –  album: Řekněte sám – Eva Martinová, Josef Zíma / Nejkrásnější cesta – Josef Zíma (1960), medium foxtrot
- Říkal jsem jí denně – (Dušan Pálka / Jiří Robert Pick) – album: Žij si dál – Josef Zíma / Říkal jsem jí denně – Josef Zíma (1963), foxtrot
- Říkala mi Pepíku – (Petr Fink / Ivo Fischer) – album: Pepíkovi – Josef Zíma / Říkala mi Pepíku – Josef Zíma (1984)

## S
- Sedmimílové boty – (Alfons Jindra / Jaromír Hořec) – album: Chudák listonoš – Jarmila Veselá / Sedmimílové boty – Josef Zíma (1960), foxtrot
- Si, Si, Si, Signorina – Josef Zíma a Anny van Gild – (Mojmír Balling / Martin Trenk) – album: Never Mind – Yvonne Přenosilová, The Olympics / Si, Si, Si, Signorina – Josef Zíma, Anny van Gild (1966)
- Si, Si, Si, Signorina – Josef Zíma a Jaromír Mayer – (Mojmír Balling / Slávek Ostrezí) – album: Jen ty jediný (Personality) – Jana Petrů / Si, Si Signorina – Josef Zíma a Jaromír Mayer (1965), Pop galerie (2007) [15][16]
- Skříň pro dva – (Milan Vlček / Miroslav Zikán) – album: Bodlák samotář – Rudolf Cortés / Skříň pro dva – Josef Zíma (1960), foxtrot
- Slzavé údolí – (h: / t: ) – album: 20 Nej – Josef Zíma (2005)
- Snad si vzpomeneš – (Karel Valdauf / Karel Valdauf) – album: 20x Josef Zíma – Kdyby ty muziky nebyly (1997), Malá dechová hudba Valdaufinka, 1970
- Spadl lístek z javora – (Sláva Mach / lidová) – album: Podkovička – Sestry Skovajsovy / Spadl lístek z javora – Josef Zíma, Zorka Kohoutová, Erika Bauerová (1967)
- Staročeská muzika – Josef Zíma a Jaroslav Staněk a sbor Lubomíra Pánka – (Jaroslav Malina / Ladislav Jacura) – album: Staročeská muzika, To Plzeňské pivo – Josef Zíma a Jaroslav Staněk a sbor Lubomíra Pánka / Tam za řekou, Už polka jede – Erika Bauerová a Zdeněk Matouš, Inkognito kvartet (1972)
- Strahováček – (Karel Hašler / Karel Hašler) – album: 20x Josef Zíma – Kdyby ty muziky nebyly (1997), Studiový bor Jana Svatoše, 1991
- Stříbrné jezero – (Bohuslav Ondráček / Karel Boušek) – album: Rose? Marie? – Josef Zíma / Stříbrné jezero – Josef Zíma (1966), balada
- Sweet Rosalie – (Klaus Munro / Josef Zíma) – album: Sweet Rosalie – Josef Zíma / Odpusť mi, lásko má (Amore scusami) – Josef Zíma (1966), foxtrot
- Šikmý oči – (Bohuslav Ondráček, arr. Vladimír Raška / Josef Zíma) – album: Kdybys byl kovbojem – Pavlína Filipovská / Šikmý oči – Josef Zíma (1965), Pop galerie (2007), western
- Šumavo, Šumavo – (Vilém Janoušek / Ladislav Jacura) – album: 20x Josef Zíma – Kdyby ty muziky nebyly (1997), Dechová hudba Supraphon řídí Jindřich Bauer, 1970

## T
- Táborský kasárna – (h: / t: ) – album: 20 Nej – Josef Zíma (2005)
- Tak pojď s námi – (Tomáš Žižlavský / Tomáš Žižlavský) – album: Tak pojď s námi – Josef Zíma / Pro tvou krásu, Praho – Josef Zíma (1985)
- Tak staromódní – Josef Zíma a Jiřina Salačová a Božena Klocová – (Mojmír Krejčiřík / Mojmír Krejčiřík) – album: Tak staromódní – Josef Zíma a Jiřina Salačová a Božena Klocová / Už je tu listopad – Jiří Popper a Milan Chladil (1963), calypso–rock
- Tenkrát a dnes – (Antonín Ulrich, Jindřich Praveček / Josef Sládek) – album: To vůbec nevadí – Eva Pilarová, Josef Zíma / Tenkrát a dnes – Jana Petrů, Josef Zíma (1963), valčík
- Milenci v texaskách – Josef Zíma a Karel Štědrý, Sbor Lubomíra Pánka – (Jiří Bažant, Jiří Malásek, Vlastimil Hála / Vratislav Blažek) – album: Ten příběh, který uvidíte – Josef Zíma a Karel Štědrý • Chmel je naše zlato – Sbor Lubomíra Pánka • Dialog – Vladimír Pucholt a Ivana Pavlová / Do gala – Sbor Lubomíra Pánka • Milenci v texaskách – Josef Zíma, Karel Štědrý (1965), z filmu Starci na chmelu
- Ten sníh, co kreslil pan Lada – Josef Zíma a Kühnův smíšený sbor – (Jaromír Vomáčka / Vladimír Rohlena) – album: Ten sníh, co kreslil pan Lada – Josef Zíma, Kühnův smíšený sbor / První vločka – Magda Hrnčířová (1966), vánoční písnička
- Ten večer májový – Marie Pokšteflová a Josef Zíma – (Josef Poncar , instr. J. Sládek) – album: Ten večer májový –  Marie Pokšteflová a Josef Zíma / Ševcovská –  Miroslav Šuba (1967), valčík
- Tichý kout – (Alfons Jindra / Václav Fischer) – album: Pohádka o konvalinkách – Yvetta Simonová a Milan Chladil / Tichý kout – Josef Zíma, sbor Lubomíra Pánka (1966), Pop galerie (2007)
- To Plzeňské pivo – Josef Zíma a Jaroslav Staněk a sbor Lubomíra Pánka – (Jaroslav Malina / Jiřina Lehárová) – album: Staročeská muzika, To Plzeňské pivo – Josef Zíma a Jaroslav Staněk a sbor Lubomíra Pánka / Tam za řekou, Už polka jede – Erika Bauerová a Zdeněk Matouš, Inkognito kvartet (1972). 20x Josef Zíma – Kdyby ty muziky nebyly (1997)
- Toulavý gaučo (Jeďte koně mí) – (Václav Novák, arr. Karel Duba / Pavel Grym) – album: Vory plují – Josef Zíma / Toulavý gaučo (Jeďte koně mí) – Josef Zíma (1965), western
- To vůbec nevadí – (Antonín Ulrich, Jindřich Praveček / Josef Sládek) – album: To vůbec nevadí – Eva Pilarová, Josef Zíma / Tenkrát a dnes – Jana Petrů, Josef Zíma (1963), fox–polka
- Tulák – (Karel Hašler / Karel Hašler) – album: 20x Josef Zíma – Kdyby ty muziky nebyly (1997)
- Ty lesovské stráně – (h: / t: ) – album: 20 Nej – Josef Zíma (2005)
- Ty se mi líbíš – (Karel Valdauf / Jiří Aplt) – album: 20x Josef Zíma – Kdyby ty muziky nebyly (1997), Smyčcový orchestr Karla Valdaufa, 1968

## U
- Už je to dávno – (Jaromír Vejvoda / Vašek Zeman) – album: 20x Josef Zíma – Kdyby ty muziky nebyly (1997), 1967
- Už se hnuly ledy – (Josef Charvát / Svatopluk Radešínský) – album: Podzimní valčík (Léto se ku konci chýlí) – Josef Zíma / Už se hnuly ledy – Josef Zíma (1969), polka
- Už květou pampelišky – Josef Zíma, Sbor Lubomíra Pánka – (Jaromír Vomáčka / Karel Šašek) – album: Už květou pampelišky – Josef Zíma, Sbor Lubomíra Pánka, Klukovská – Hanuš Bor, Jan Prokeš, Sbor Lubomíra Pánka / Normálně – Pavlína Filipovská, Sbor Lubomíra Pánka, Tam u nás – Rudolf Cortés (1963), foxtrot
- Už polka jede – směs: – Už polka jede, Zámecká, Ale teď, Nevybouřené mládí, Zazpívej si po ránu – album: Praha v náladě (Písničky z let 1965 – 1985) (1989)
- Už svítá – (Bedřich Nikodem / Zdeněk Borovec) – album: Už svítá – Josef Zíma / Děkujem ti, písničko – Milan Chladil a Yvetta Simonová (1961), waltz

## V
- Verše ti psát – (Slavoj Procházka / Ronald Kraus) – album: Verše ti psát – Josef Zíma / Za pomoci měsíce – Dana Hobzová (1967), Pop galerie (2007)
- Vorařská – (h: / t: ) – album: 20 Nej – Josef Zíma (2005)
- Vory plují – (Mirko Křičenský / Anna Petříková) – album: Vory plují – Josef Zíma / Toulavý gaučo (Jeďte koně mí) – Josef Zíma (1965), western

## Z
- Za Košířema – (h: / t: ) – album: 20 Nej – Josef Zíma (2005)
- Za lesíčkem na stráni – (Jaromír Vomáčka / Jaromír Vomáčka) – album: Za lesíčkem na stráni – Josef Zíma, Karel Duba se svou skupinou / Cecílie – Jiří Suchý (1965), Pop galerie (2007), fox–polka
- Za rok, za dvě léta – (Karel Vacek / Karel Vacek) – album: 20x Josef Zíma – Kdyby ty muziky nebyly (1997), Dechová hudba Supraphon řídí Jindřich Bauer 1968,
- Závidím i lampám v ulicích
- Zázračná písnička – (Ľudmila Ljadová / Zdeněk Borovec) – album: Ptačí píseň – Jarmila Veselá / Zázračná písnička – Josef Zíma (1959), foxtrot
- Zelené pláně (Green Fields) – Josef Zíma a sbor Lubomíra Pánka – (americká lidová / Ivo Fischer) – album: Zelené pláně – Josef Zíma / Dvě sombrera – Josef Zíma (1964)
- Země odkud přicházím (Pays D'ou Je Viens) – (Gilbert Bécaud / Zdeněk Borovec) – album: Země odkud přicházím – Josef Zíma / Co se stalo s naší ulicí – Rudolf Cortés (1959), foxtrot
- Zimní den – (Ivo Fischer / Zdeněk Petr) – album: Rolničky (Jingle Bells) – Malý dětský sbor / Zimní den – Josef Zíma (1964), Bílé Vánoce (White Christmas) – Jaroslav Humpolík – tenorsaxofon • O Vánocích – Yvetta Simonová / Tichá noc – Yvetta Simonová • Zimní den – Josef Zíma (1966), pomalý foxtrot
- Zlaté mlčení – (Karel Macourek / Lubomír Černík) – album: Stopy na sněhu – Milan Chladil / Zlaté mlčení – Josef Zíma (1960), foxtrot
- Zlatovlasá Annabella – (Jaromír Vomáčka / Miroslav Jaroš) – album: Vzpomínky jsou závaží – Ljuba Hermanová / Zlatovlasá Annabella – Josef Zíma a Sbor Lubomíra Pánka (1963)
- Zpovzdálí (Das War Meine Schönste Zeit) – (Bernd Spier / Josef Zíma) – album: Řasy tvých očí – Eva Pilarová, Jaromír Mayer / Zpovzdálí (Das War Meine Schönste Zeit) – Josef Zíma (1966)
- Zůstaň tu s námi – (Karel Vacek / Karel Vacek) – album: Praha si zpívá (Písničky z let 1955–1965) (1987)
- Zvedněme se, dědkové – Josef Zíma a Sbor Pavla Kühna – (Petr Zábranský / Josef Zíma) – album: Zpíva Josef Zíma (1988), 20 Nej – Josef Zíma (2005)
- Žij si dál (Bye, Bye, Blackbird) – (Ray Henderson / Josef Zíma) – album: Žij si dál – Josef Zíma / Říkal jsem jí denně – Josef Zíma (1963), foxtrot
- Život je kolotoč – Josef Zíma a Karel Štědrý, Sbor Lubomíra Pánka – (Jiří Bažant, Jiří Malásek, Vlastimil Hála / Vratislav Blažek) – album: Bossa Nova – Sbor Lubomíra Pánka • Chmel je naše zlato – Sbor Lubomíra Pánka / Do gala – Sbor Lubomíra Pánka • Život je kolotoč – Josef Zíma, Karel Štědrý, Sbor Lubomíra Pánka (1965), z filmu Starci na chmelu